# Tres Piezas Breves
Las Tres Piezas Breves (título original: Trois pièces brèves) es una obra musical del compositor Jacques Ibert escrita para quinteto de viento (Flauta, Oboe, Clarinete, Trompa (Corno francés) y Fagot) que constituye una de sus obras de música de cámara más famosas e interpretadas. Se estrenó el 21 de marzo de 1930 en el Teatro de Atelier (Théâtre de l'Atelier) en París, Francia como música escénica para la obra de teatro The Beaux 'Stratagem de Maurice Constantin Weyer.

## Historia
La obra fue compuesta en el año 1930, originalmente fue realizada para la música escénica de la adaptación francesa de Maurice Constantin Weyer de The Beaux 'Stratagem (La Estratagema de los Bellos), una comedia de teatro del irlandés George Farquhar, bajo el título Le Stratagème des roués (La Estratagema de las Ruedas). Se estrenó el 21 de marzo de 1930 en el Teatro de Atelier (Théâtre de l'AtelierI) en París, Francia.

## Descripción
La obra tiene una duración promedio de siete minutos, consta de tres piezas o movimientos, los cuales tienen por nombre:
- 1. Allegro - En pressant jusqu'à la fin[3]
- 2. Andante[3]
- 3. Assez Lent - Allegro Scherzando - Vivo - Allegro Scherzando -Vivo[3]

### Allegro - En pressant jusqu'à la fin
El primer movimiento de estas tres piezas bréves (♩=112), se abre con una pequeña introducción, antes de que la música adopte un color de danza, es un Allegro que tiene una gran vivacidad debido principalmente a la fresca mezcla de secciones suaves y brillantes con momentos más agresivos o pesados. Para el compás N°92, está escrito un acelerando denominado "En pressant jusqu'à la fin" que es español sería "Forzar hasta el final"

### Andante
En el segundo movimiento (𝄞=42), un andante, podemos encontrar un maravilloso dúo de flauta y clarinete, las melodías se van intercalando poco a poco, despacio y muy dulce, luego los otros instrumentos marcan el final para terminar en un glorioso acorde de Lab mayor por los cinco instrumentistas en un triple piano.

### Assez Lent - Allegro Scherzando - Vivo
El tercer movimiento comienza a su vez con una introducción lenta y teatral denominada Assez Lent (♩=66), que desemboca en un Allegro scherzando (♩=112) enérgico, presenta contrastes entre una especie de tema de fanfarria – con intervenciones de trompa y fagot– que se adentra en un Vivo (♩.=80) en forma de recapitulación temática con un solo del clarinete y un final que presenta sorpresas inesperadas.

## Discografía
- French Music for Winds — 20th-Century Wind Quintets, Les Vents français, 2 CD, Warner Classics 2564634845, 2014.
- Jacques Ibert, œuvres pour vents, Ensemble Initium, Timpani 1C1210, 2014.
- French Music for Wind Quintet, Danish National Symphony Orchestra Wind Quintet, Naxos 8.557356, 2005.
- SCHAUSPIEL, Ensembrle Carion Quintet

## Videos
- Carion Wind Quintet, Jacques Ibert - trois pièces brèves, I. Allegro - Carion
- Carion Wind Quintet, J. Ibert - trois pièces brèves, 3rd mvt - CARION
- Amsterdam Wind Quintet, Jacques Ibert (1890-1962): Trois pièces brèves
- Philharmonic Five Wind Quintet, Ibert - Trois Pieces Breves
- The Vienna Wind Soloist, Trois Piéces Bréves

## Nota
Este artículo fue en parte una traducción de la Wikipedia en francés, aunque en esta versión en español se agregó muchísima más información y sentido al artículo.